# Стаутсвил (Охајо)
Стаутсвил (енгл. Stoutsville) град је у америчкој савезној држави Охајо.

## Демографија
По попису из 2010. године број становника је 560, што је 21 (-3,6%) становника мање него 2000. године.
| Група             | 2000.       | 2010.       |
| Белци             | 570 (98,1%) | 556 (99,3%) |
| Афроамериканци    | 1 (0,2%)    | 0 (0,0%)    |
| Азијати           | 0 (0,0%)    | 0 (0,0%)    |
| Хиспаноамериканци | 3 (0,5%)    | 3 (0,5%)    |
| Укупно            | 581         | 560         |